# (25084) Jutzi
(25084) Jutzi est un astéroïde de la ceinture principale.

## Description
(25084) Jutzi est un astéroïde de la ceinture principale. Il fut découvert le 15 septembre 1998 à la station Anderson Mesa par le programme LONEOS. Il présente une orbite caractérisée par un demi-grand axe de 2,56 UA, une excentricité de 0,11 et une inclinaison de 14,0° par rapport à l'écliptique.

## Compléments